# Такасина-но Такако

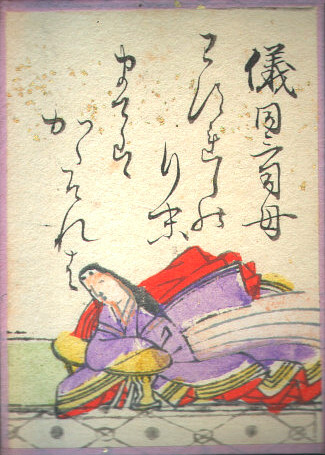
Такако, мать первого министра, из Хякунин иссю.

Такасина-но Такако (Киси) (яп. 高階 貴子 Такасина но Киси / Такако, дата рождения неизвестна, скончалась в 996 году), также известная как Мать первого министра (яп. 儀同三司母 Гидо:санси но хаха) или как Ко-но Найси (яп. 高内侍 Ко: но найси), была японской поэтессой жанра вака периода Хэйан. Один из её стихов был включён в Хякунин иссю.

## Биография
Она была дочерью Такасина-но Наритада (яп. 高階 成忠).
Её мужем был Фудзивара-но Мититака. Такасина-но Такако стала матерью императриц Фудзивара-но Такаэ, Фудзивара-но Тэйси и Фудзивара-но Корэтика, который стал первым министром. Часто её называют не по имени, а просто «мать первого министра».
Другой её псевдоним, Ко-но Найси, является комбинацией имени и придворного ранга найси.
Она умерла в 996 году.

## Поэзия
Пять её стихотворений были включены в имперские антологии.
Пример:
| Японский текст                                           | Романизированный японский                                                  | Английский перевод |
| 忘れじの 行く末までは かたければ 今日を限りの 命ともがな | Wasureji no yuku-sue made wa katakereba kyou wa kagiri no inochi to mogana | You promise you will never forget, but to the end of time is too long to ask. So let me die today, still loved by you. |
|                                                          |                                                                            | |